# Anonyx petersoni
Anonyx petersoni är en kräftdjursart som beskrevs av Edward Strieby Steele 1986. Anonyx petersoni ingår i släktet Anonyx och familjen Uristidae. Inga underarter finns listade i Catalogue of Life.